# Église Santi Crispino e Crispiniano
L'église Santi Crispino e Crispiniano (Saint-Crépin-et-Crépinien), connue aussi comme église des Cordonniers (chiesa de' calzolari), est une église de Naples située via Antonio Ranieri, dans la zone de la Duchesca. Elle a été fondée dans la première moitié du XVIe siècle et possède quelques tableaux d'importance.

## Histoire
L'église est fondée en 1533 par une corporation locale de cordonniers et elle est consacrée à leurs patrons saints Crépin et Crépinien. Le panneau au-dessus du maître-autel est l'œuvre de Giovanni da Nola. Une maison annexe est adjointe à l'église.
Vers 1850, l'édifice est remanié par l'architecte Filippo Botta qui lui donne son aspect actuel. L'intérieur est encore enrichi de deux tableaux de Giovanni Salomone (it). L'église est toujours ouverte au culte actuellement.

## Description
La façade est seule visible de l'extérieur, c'est l'œuvre de Filippo Botta au milieu du XIXe siècle. Étroite, elle est divisée en deux ordres par une corniche: l'ordre inférieur présente le portail, l'ordre supérieur, une grande fenêtre arquée surmontée d'un petit oculus. La façade est couronnée d'un petit tympan triangulaire. La façade est dépourvue de décorations; le gris des corniches contrastant avec le jaune du mur en est le seul ornement.
On remarque le panneau de Giovanni da Nola et les deux toiles de Giovanni Salomone, figurant Saint Crépin et saint Crépinien dans leur cordonnerie méditant les choses célestes et Saint Crépin et saint Crépinien menés devant le doyen.